# جاسمین سنت. کلر
جاسمین سنت. کلر (انگلیسی: Jasmin St. Claire؛ زاده ۲۳ اکتبر ۱۹۷۲) بازیگر فیلم پورنوگرافی اهل ایالات متحده آمریکا است.